# Isoxya tabulata
Isoxya tabulata là một loài nhện trong họ Araneidae.
Loài này thuộc chi Isoxya. Isoxya tabulata được Tord Tamerlan Teodor Thorell miêu tả năm 1859.

## Hình ảnh

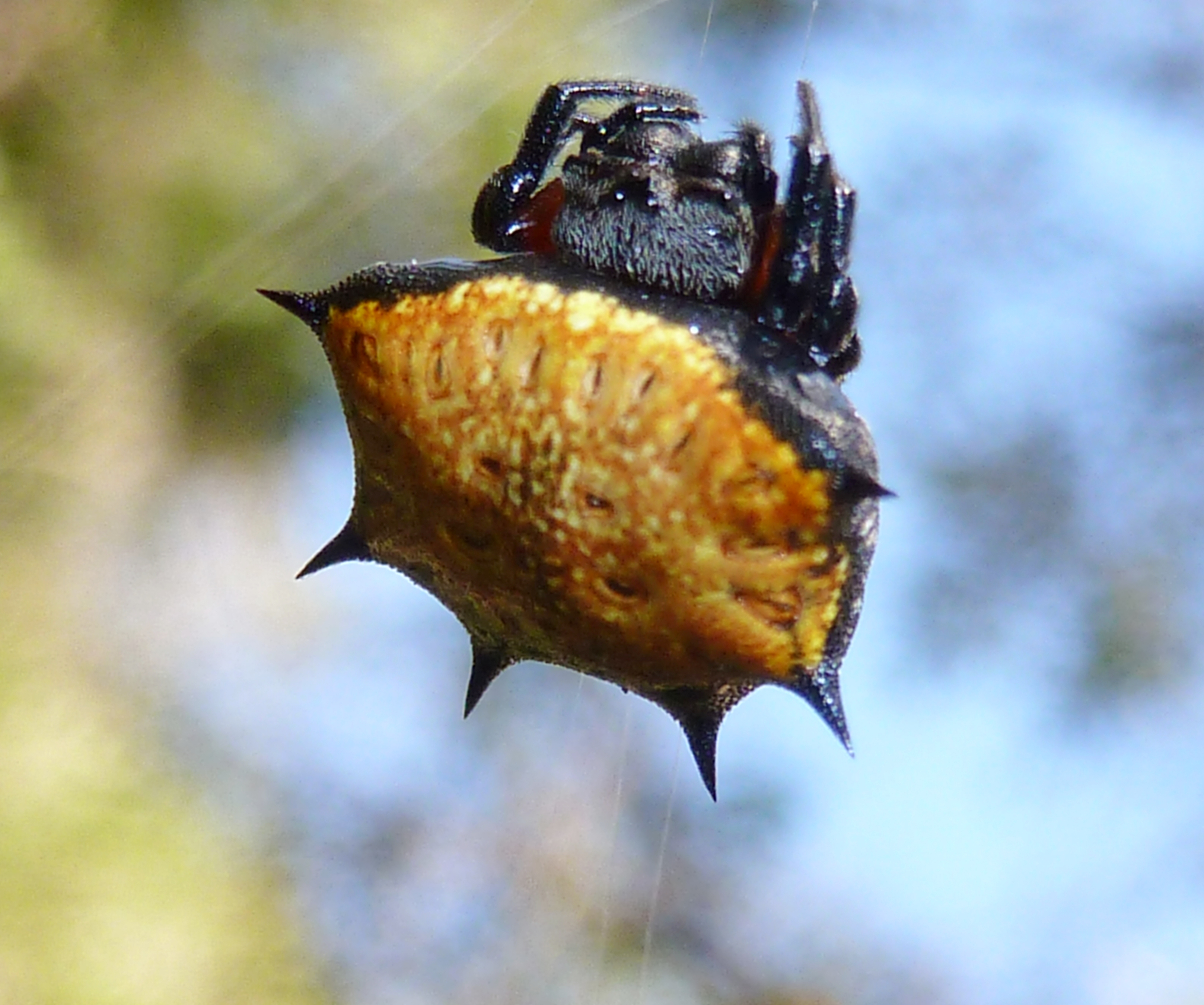
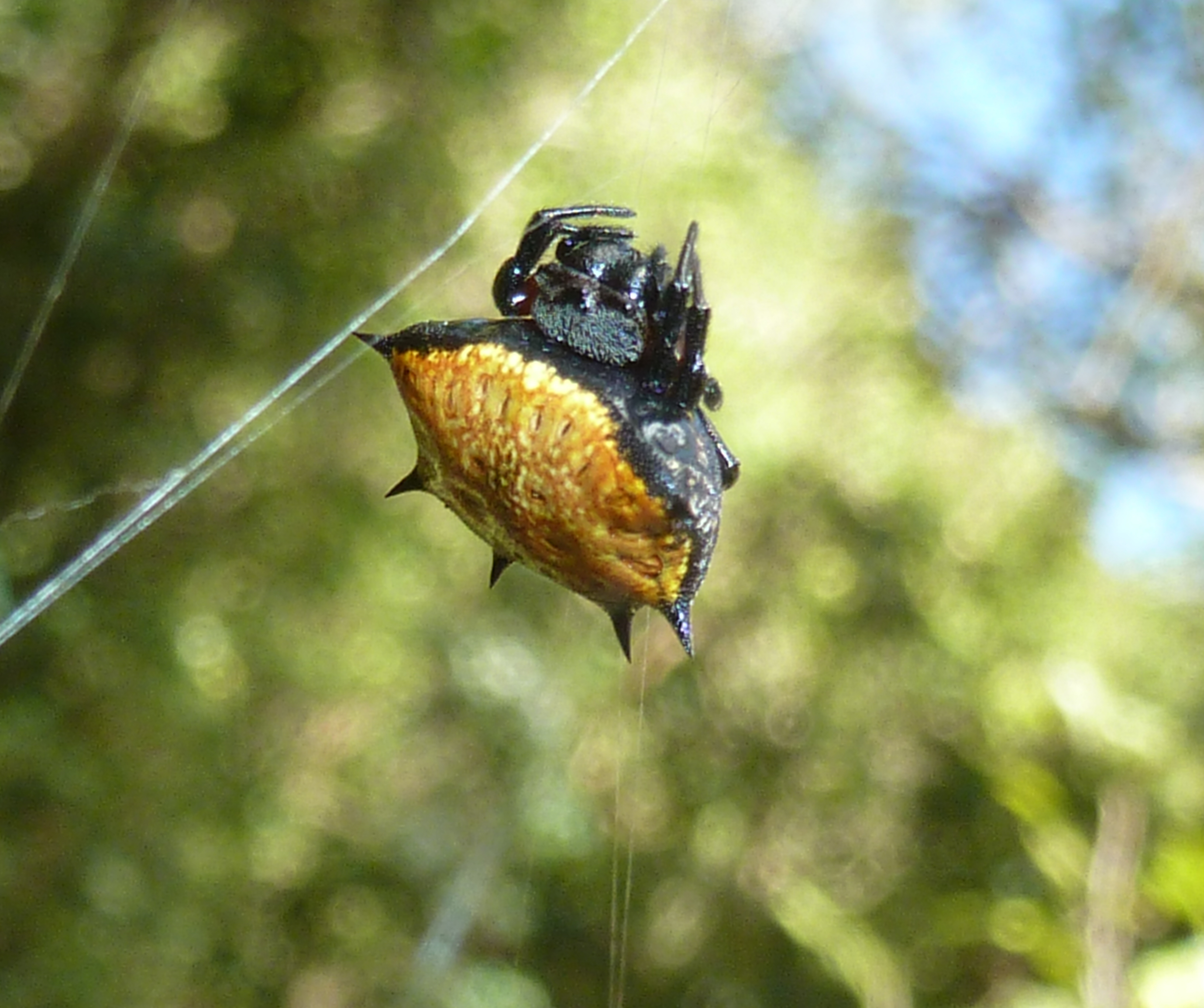
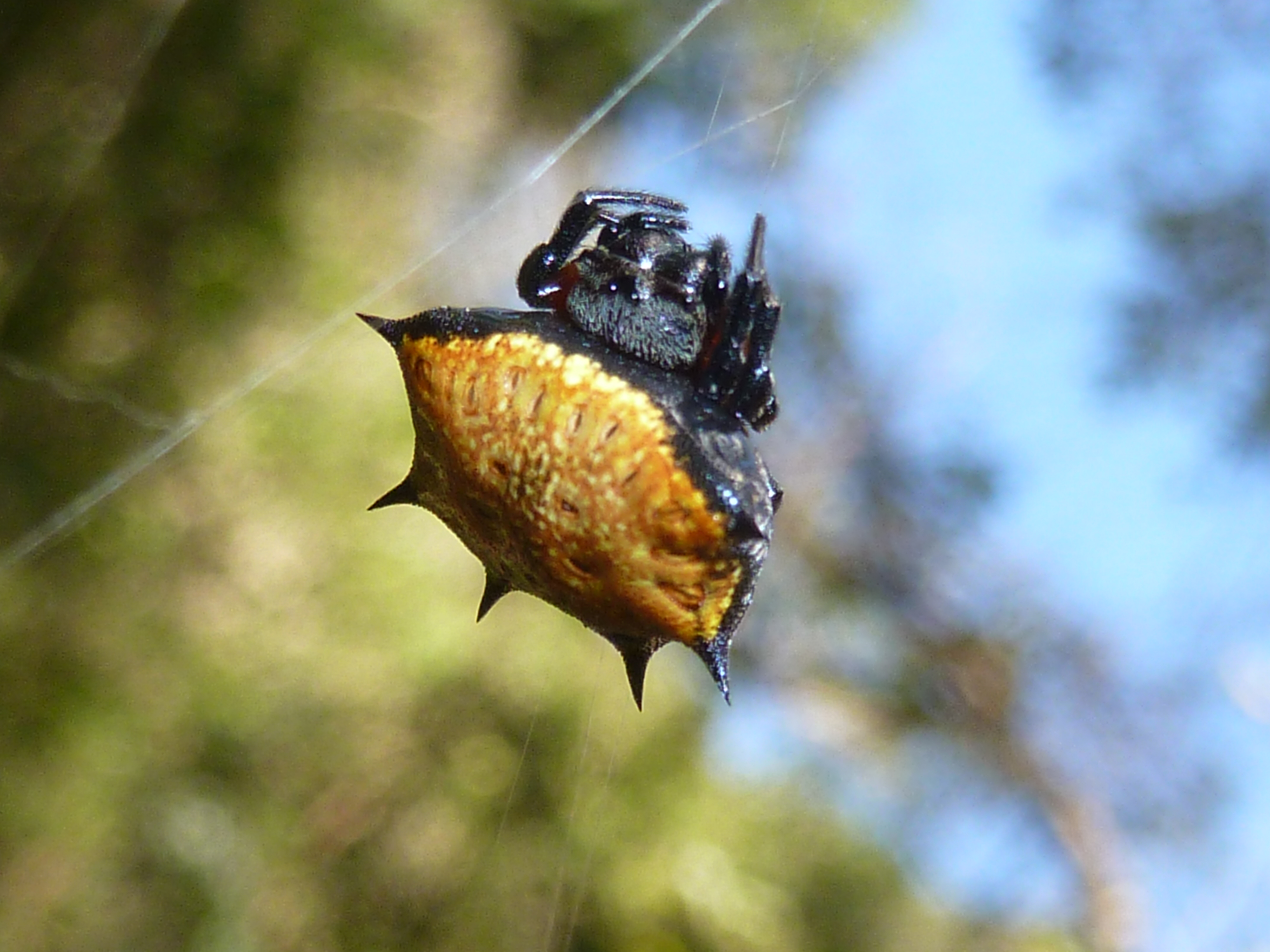
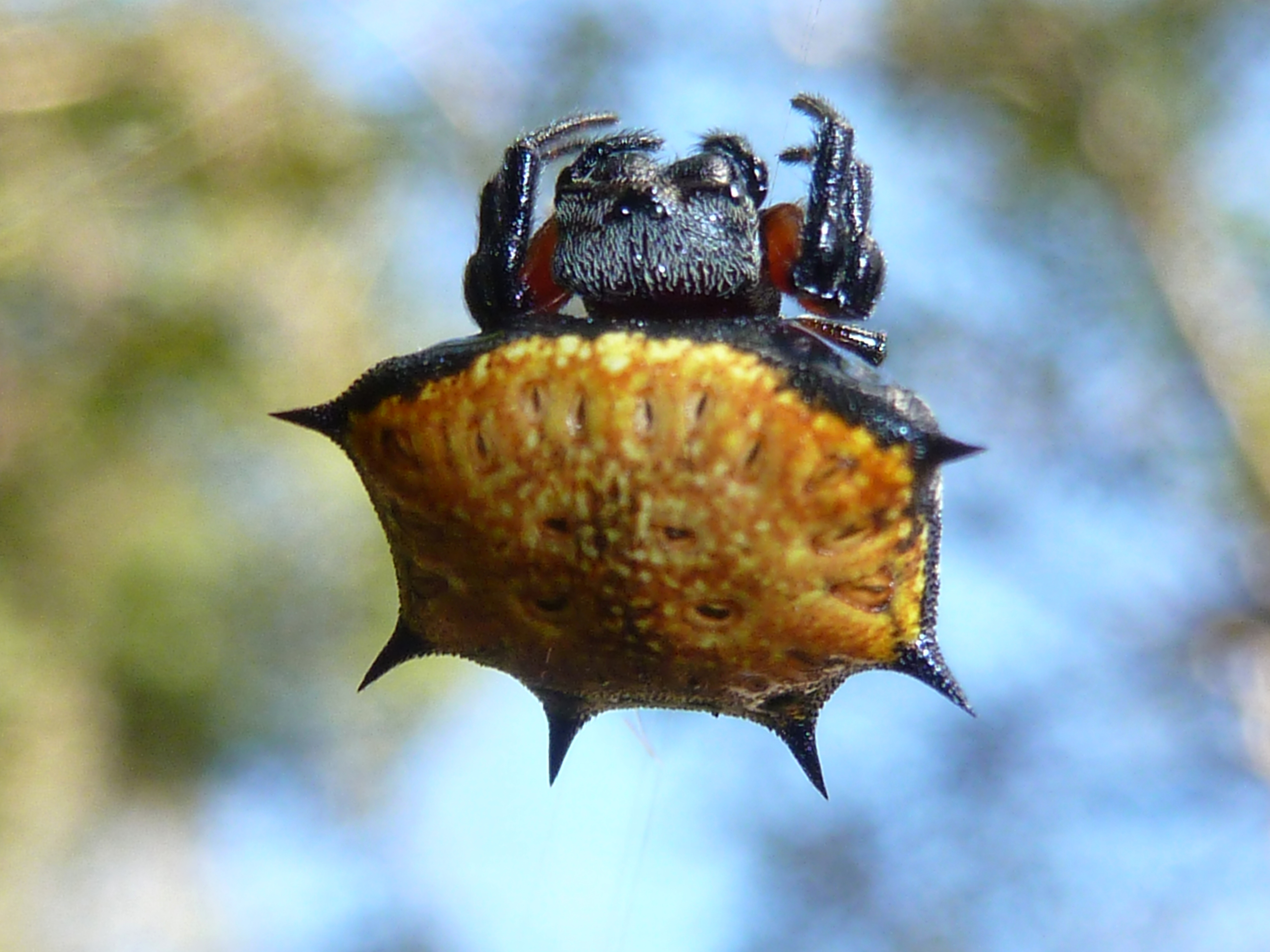